# 거버너스섬

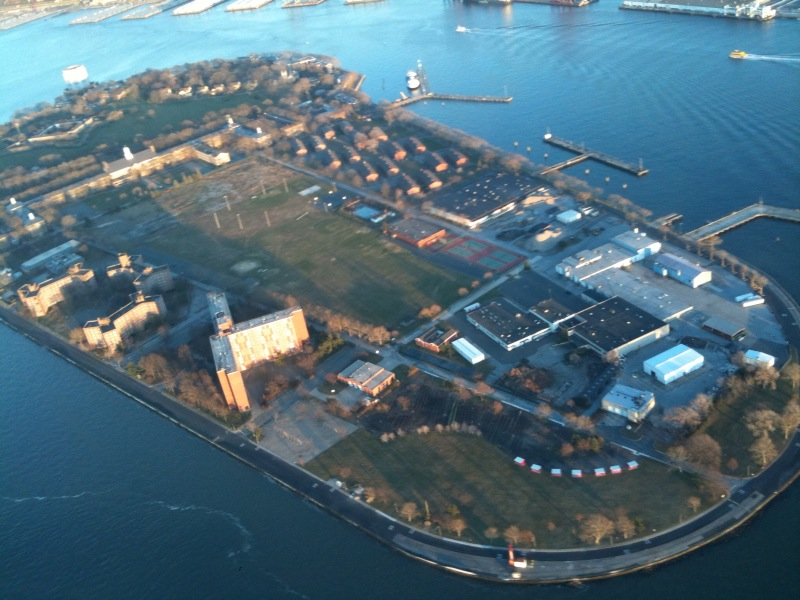
거버너스 섬

거버너스섬(Governors Island)은 어퍼뉴욕 만에 위치한 섬이다. 1794년부터 1966년까지 군사 기지로 사용되었으며 현재는 관광지로 이용되고 있으며 랜드마크로 지정되었다. 많은 뉴욕 시민들이 놀러 자주 오는 곳이기도 하다.